# Colter Lasher
Colter Morgan Lasher (Anchorage, Alaska, 6 de enero de 1994) es un exbaloncestista estadounidense. Con 2,01 metros de estatura, jugaba en la posición de alero.

## Trayectoria deportiva

### Universidad
Jugó cuatro temporadas con los Huskies de la Universidad Baptista de Houston, en las que promedió 10,6 puntos, 3,9 rebotes y 1,8 asistencias por partido. En su última temporada fue incluido en el segundo mejor quinteto de la Southland Conference.

### Profesional
Tras no ser elegido en el Draft de la NBA de 2017, un año más tarde firmó con el equipo semiprofesional australiano de los Geraldton Buccaneers, con los que disputó una temporada en la que promedió 18,9 puntos por partido. La temporada siguiente pasó a jugar en el Bayer Giants Leverkusen de la ProA, el segundo nivel del baloncesto alemán, donde en su primera temporada promedió 13,9 puntos y 4,1 rebotes por partido.